# Simnia loebbeckeana
Simnia loebbeckeana is een slakkensoort uit de familie van de Ovulidae. De wetenschappelijke naam van de soort is voor het eerst geldig gepubliceerd in 1881 door Weinkauff.